# Möngke mongol nagykán
Möngke (mongolul: Möngke / Мөнх Mönkh; kínai: 蒙哥; pinyin: Ménggē; 1209. január 10. – 1259. augusztus 11.) a Mongol Birodalom negyedik nagykánja volt, aki 1251. július 1-jétől 1259. augusztus 11-ig uralkodott. Dzsingisz kán (1206–1227) legfiatalabb fiának, Tolujnak a fia volt, a legidősebb a négy közül, akik Toluj főfeleségétől, Szorkuktani Bekitől születtek (a többi Kubiláj, Hülegü és Arig böke). Apja Dzsingisz kán negyedik fia volt, míg anyja egy kereit hercegnő. A mongolok „egyetemes uralkodójaként” Möngke felügyelte azokat a még Ögödej által hozott közigazgatási reformokat, amelyek megerősítették a központi kormányzás szerepét birodalmában, és biztosították a forrásokat a birodalom terjeszkedéséhez keleten Kínáig, nyugaton pedig Szíriáig. Möngke hatalmas hadsereget tudott mozgósítani birodalma mindkét oldalán zajló hadjáratokhoz. Az ő uralkodása volt az utolsó a mongol kánoké közül, amely egy egységes birodalmat ölelt át, mielőtt az végleg felbomlott volna több kánságra, amelyeket az alapító Dzsingisz kán egymással versengő leszármazottai irányítottak. Möngke gyakorlatilag katonai puccsal vette át a hatalmat, mivel a legerősebb Dzsingisz unoka, Batu javaslatára lett a mongolok nagykánja. Az ő rezsimje maradt a mongol kánok közül a legdominánsabb.
Möngke uralkodását gyors terjeszkedés jellemezte. Uralkodása alatt a mongolok sikeresen meghódították Szíriát, Irakot és a Dali királyságot. Hadjáratokat vezetett Kínában, és meghódította a dél-kínai királyságokat. Hadseregét a Szung-dinasztia ellen vezette. Szerepe a muszlim világ történetében abban rejlik, hogy az ő megbízásából indította Hülegü azt az expedíciót, amely az Ilhanátus megalapításához vezetett.
Sorsa összefonódott Batu kán sorsával, akinek parancsnoksága alatt szolgált, legalábbis az 1237-1242-es oroszországi és kelet-európai nagy invázió korai szakaszában.
Möngkének – bár maga láthatóan továbbra is ragaszkodott ősei sámánhitéhez – figyelemre méltó volt érdeklődése és toleranciája a vallások széles köre iránt. Willem van Rubroeck ferences misszionárius 1253-55-ben Mongóliába utazott, és meglátogatta Möngke udvarát Karakorumban, ahol részt vett a keresztények, muszlimok és buddhisták közötti vallási vitában.
Möngke Diaoju (ma Csungking) ostroma során halt meg a harctéren, feltehetően vérhasban, kolerában, esetleg tífuszban. Halála polgárháborút robbantott ki a mongol kánságban a birodalom örökléséért Kubiláj és Arig böke között, amelyben 1264-ben az előbbi győzött.

## Mongol világ Möngke korában
Dzsingisz kán nem  tudta birodalmát szilárd pénzügyi alapokra helyezni, mert a hódításokból még mindig hatalmas zsákmány származott. A hódítások fia, Ögödej alatt is folytatódtak, némelyikük a mai Oroszország területein és Kelet-Európában igen látványos volt, de uralkodása kevésbé a birodalom határainak kiterjesztése miatt figyelemre méltó, mint inkább a már meghódított területeken hatalmának megszilárdítása és ott hatékony szervezeti rendszer létrehozása miatt. Ögödej esetében is három forrásból származott a kánság ereje: az egyik a kán központi intézményeinek közigazgatásában  rejlett, a szűkebb, de jól képzett  testőrség és a központi katonai intézmény más részeiben, illetve a központi területek lakosságában, amelyeket tulajdonjoggal vagy a további felosztás előtti gondnoksággal a központi hatóság birtokolt vagy kezelt. A másik forrás a mongol világ több ezer törzsi egységét érintette, amelyek kvázi önálló kis birodalmat alkottak. A harmadik erőforrás az uralkodói klán volt, amely a birodalom feletti közös uralom jogait követelte egy közös ulusz (tartomány) részeként. A klán elvárta, hogy – a törzsi csoportokat is beleértve – minden zsákmányból meghatározott részesedést osszanak ki, és a birodalmi kormányzásban tanácskozási joggal rendelkezzenek. Ez a kurultáj intézményrendszere volt, amelyen a birodalmi klán minden tagja részt vett. A kurultáj feladata volt, hogy új kánt válasszanak és az egész birodalmat érintő fontos döntéseket hozzanak.
A Mongol Birodalom veszélyes támadások sorozatával terjeszkedett nyugat felé, de ezeknek a hadjáratoknak Ögödej kán halála után hirtelen vége szakadt. Az első nagyobb támadást még 1221–1224-ben a mai Oroszország területeire vezették, de mielőtt ezt a sikert bármilyen módon ki lehetett volna aknázni, Dzsingisz kán 1227-ben meghalt, és a további terjeszkedés egy időre lehetetlenné vált. Az 1236-1242-es második támadást egészen Sziléziáig, a mai Csehországig és Ausztriáig vitték, de ez is abbamaradt, amikor Ögödej kán halálának híre (1241) elérte a sereget, és a nagykán utódlásban érdekelt örökösei visszasiettek, hogy részt vegyenek az új kán megválasztásában. Az ezt követő interregnum Möngke trónra lépéséig (1251) lehetetlenné tett minden összehangolt tervet az európai expedíciókat illetően. Ettől kezdve a birodalom központja kelet felé, elsősorban Kínába húzódott, és már megjósolható volt a Dzsingisz kán által létrehozott hatalmas birodalom felbomlása kínai, , perzsa és kipcsak részbirodalmakra.
Ögödej tehát 1240–41 telén visszahívta a testvéreivel és nagybátyjával hadba vonuló Möngkét, de meghalt, mielőtt Möngke hazaért volna. 1246-ban még Temüge, Dzsingisz kán egyetlen, akkor még élő testvére sikertelenül próbálta elfoglalni a trónt anélkül, hogy a kurultáj, a mongolok fő törzsi gyűlése megerősítette volna őt. Erőszakos fellépésével elbukott, majd Ögödej legidősebb fia, Güjük lett az új kagán.
Ögödej mongol nagykán 1241 decemberére már lerakta egy olyan kormányozható birodalom alapjait, amely immár egész Ázsia legnagyobb részére kiterjedt. A halála utáni interregnum alatt Ögödej főfelesége, Töregene rövid ideig régensként működött. Ögödej még életében harmadik fiát, Kücsüt szánta utódjául, de ő hamarabb meghalt, mint az apja, így annak fia, Siremün ülhetett volna a trónra. Ez logikus választás lett volna, mivel a mongol öröklési rend is ezt írta elő, azonban Ögödej özvegye, Töregene ellenezte ezt, és Ögödej másik fiát, Güjüköt támogatta, akit csak 1246-ban ismertek el Ögödej utódjaként.
Güjük megválasztása sosem volt népszerű döntés, ráadásul sok mongol nemes – akiknek hűsége megoszlott Dzsingisz kán leszármazottai között – vitatta a döntést. Güjük és Batu az orosz hadjárat óta ellenségek voltak. A köztük lévő nyílt konfliktust csak Güjük 1248-ban bekövetkezett hirtelen halála akadályozta meg. Güjüköt valószínűleg egy riválisa mérgezte meg. Az ezt követő interregnum 1251-ig tartott, addig Güjük özvegye, Ogul Gajmis irányította a birodalmat.
Ekkor már Batu és Möngke lett a mongol trón legfőbb várományosa. Ogul Gajmis Ögödej eredeti tervét támogatta, azaz Kücsük fiát, Siremünt szerette volna a trónon látni, ám Batunak – aki hatalmas haderővel rendelkezett a nyugati területeken – Güjükkel és családjával szembeni ellenszenve miatt nem tetszett a választás. Toluj özvegye Szorkuktani Beki is tervet szőtt fia, Möngke trónra ültetése érdekében, ezért elküldte Batuhoz követeit, hogy megszerezze a nyugaton állomásozó kán támogatását, amit meg is kapott: „..tegyétek őt a trónra” – üzente Batu, akinek a szava végül is eldöntötte a kánválasztást. Ezzel a Dzsingisz-ház idősebb (dzsócsidák) és ifjabb (tolujidák) ága győzedelmeskedett a másik két ág, a csagatájidák és az ögödejidák felett, akik közül sokakat megöltek Möngke 1251. július 1-jén történt megválasztása és trónra lépése után.
Maga Batu nem lépett fel trónkövetelőként, és inkább az Arany Horda által megszerzett földeken akart uralkodni, támogatásának ára az autonómia volt ezeken a területeken. A Mongol Birodalom valójában Batu-Möngke kondomínium lett.

## Möngke fiatalkora, korai harci tapasztalatok.

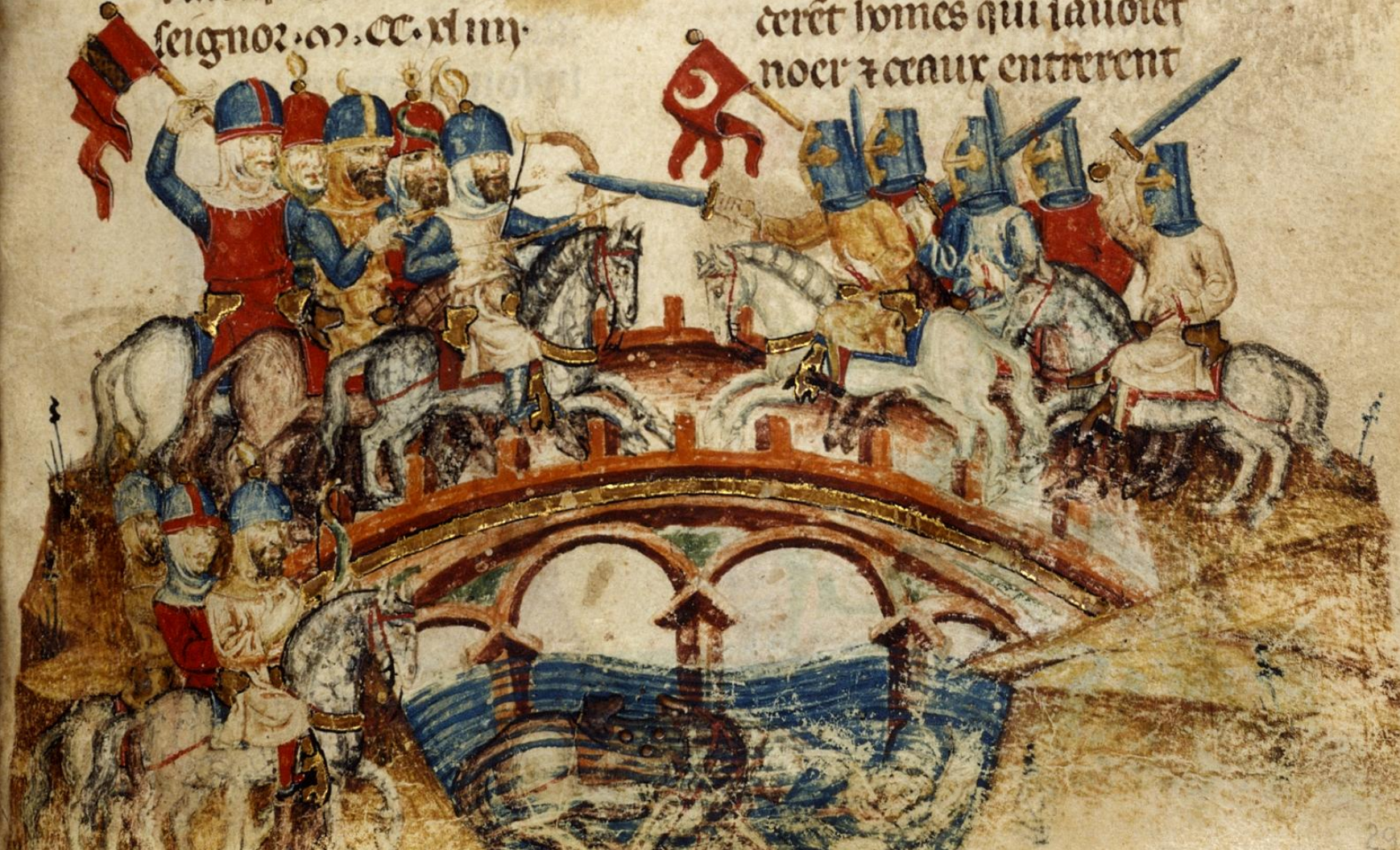
A muhi csata

A Mongol Birodalom kiterjedése Möngke halálakor

Születésekor a Möngke nevet kapta, ami mongol nyelven örökkévalót jelent. Nagybátyjának, Ögödej kánnak gyermektelen felesége, Angkuj nevelte, írni pedig a perzsa tudós Idi-dan Muhammad tanította.
Első harctéri élményét 1230-banszerezte, amikor csatlakozott apjához, Tolujhoz és nagybátyjához, Ögödejhez, a Csin-dinasztia elleni hadjáratban. Apját Tolujt 1232-ben veszítette el, ezt követően Ögödej a tolujidák vezetőjévé anyját, Toluj feleségét, Szorkuktani Bekit nevezte ki.
1235-ben Ögödej utasítására Möngke a rokonaival nyugatra indult, hogy megtámadják a kipcsakokat, az oroszokat és a bolgárokat. Elfogta a kipcsakok vezetőjét Bacsmant, aki a Volga-delta egyik szigetére menekült. Möngke átkelt a folyón, és fogságba ejtette. Bacsmant később testvére, Bujek ölte meg. Részt vett a Kijevi Rusz elleni mongol invázióban is, ahol többször harcolt közelharcban. Ő és Ögödej egyik fia parancsot kapott a Kaukázus térségében élő törzsek leverésére. Möngke az alánok és a cserkeszek több törzsfőnökét is megadásra kényszerítette, miután a mongolok elfoglalták az alánok fővárosát, Maghaszt, és lemészárolták annak lakosságát. Eközben unokatestvérei, Sibán és Büri a Krímben harcoltak.
Unokatestvérével, Batu kánnal együtt részt vett az 1240-es kijevi ostromban, amely mongol győzelemmel végződött. Möngke el volt ragadtatva Kijev pompájától, ezért felajánlotta a városnak a megadást, de követeit megölték. Ezt követően Batu serege csatlakozott Möngke katonáihoz, Kijevet kifosztották és polgárainak nagy részét lemészárolták.
Batu kánnal 1241. április 11-én a muhi csatában is harcolt és győzött. Ezt tartják a mongolok és a Magyar Királyság között vívott fő összecsapásnak az európai mongol invázió során.

## Möngke trónra emelése és hatalmának megszilárdítása

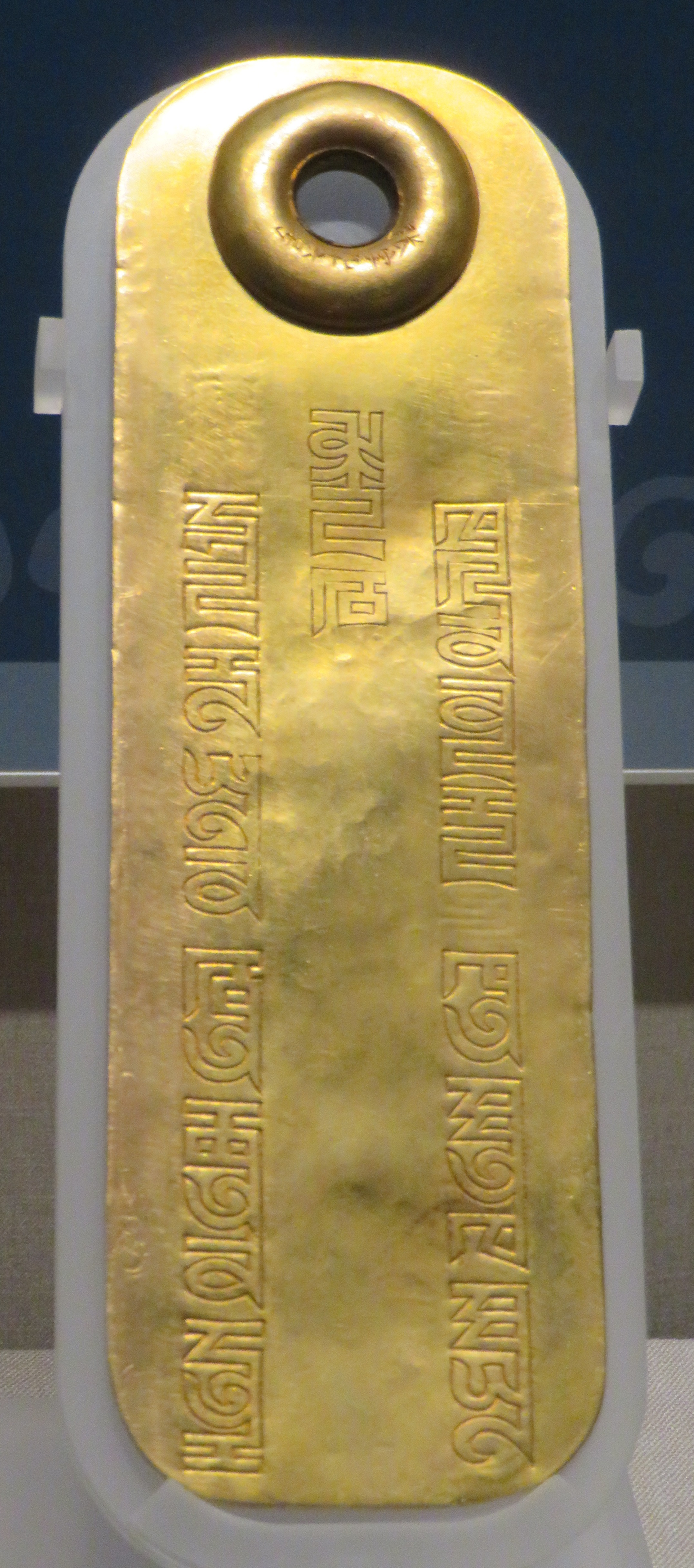
Egy arany császári útlevél másolata mongol felirattal, Phags-pa írással. Felirat: ꡏꡡꡃ ꡁ / ꡊꡠꡃ ꡘꡞ ꡗꡞꡋ ꡁꡟ ꡅꡟꡋ ꡊꡟꡘ / ꡢꡖꡋ ꡋꡦ ꡘꡦ ꡢꡟ ꡉꡟꡢ ꡉꡗꡞ, azaz „Az örök Mennyország erejével. Legyen szent a császár neve”

Möngke első kánválasztásán – amelyet 1249-ben Ala Kamakban, a Balhas-tótól délre fekvő területen tartottak – a rivális, magas rangú Csagatáj és Ögödej leszármazottak nem voltak hajlandók részt venni, arra hivatkozva, hogy az új kagán megválasztásának az Onan-Kerülen folyók vidékén kell megtörténnie, ahol Dzsingisz kánt először kiáltották ki legfőbb uralkodóvá. A hagyományok ereje előtt meghajolva a tolujidák és a dzsocsidák támogatói beleegyeztek, hogy a nagy kurultájt a mongolok ősi földjén hívják össze újra.
Möngke családja és szövetségesei mindent megtettek, hogy a birodalom egysége érdekében rávegyék az uralkodói klán elégedetlen tagjait, hogy vegyenek részt az új gyűlésen, és ismerjék el jelöltjük megválasztását. Erőfeszítéseik korlátozott eredményeket értek el: a Csagatáj és az Ögödej vonal néhány tagja hajlandó volt elmenni, de a legtöbben családi hűségből továbbra is visszautasították a küldöttek által többször átadott meghívásokat. Az ellenzék megnyerésére tett folyamatos kísérletek miatt Möngke megválasztását megerősítő kurultáj egy ideig elmaradt. Látva, hogy az ellenzék csak abban érdekelt, hogy további halasztást kényszerítsen ki, Batu, a dzsocsidák vonalának feje és Möngke határozott támogatója végül elrendelte, hogy a gyűlést az uralkodó klán engedetlen tagjaival vagy azok nélkül is hívják össze újra. Meglepetésére az 1251-ben a Kerülen mentén tartott gyűlésen senki sem ellenkezett, és megerősítette Möngke trónlalépését.
Siremün, Ögödej egyik unokája és Naku, Güjük fia azzal az ürüggyel, hogy gratulálni jöttek Möngkének, azt tervezték, hogy meggyilkolják az újonnan beiktatott nagykánt és minden támogatóját. Az összeesküvők szerencsétlenségére Möngke egyik csatlósa véletlenül felfedezte valódi szándékukat. Möngke csapatokat küldött a két herceg és követőik ellen, majd a tervezett merénylet résztvevőit  Möngke fegyveresei meglepték, és őrizetbe vették.
Most, hogy szilárdan hatalmon volt, az új nagykán első dolga volt, hogy leszámoljon az ellenzékkel. Sok ögödejida és csagatájida herceget letartóztatott, bíróság elé állított és száműzetéssel vagy halállal büntetett, még azokat is, akik nem vettek részt közvetlenül a merénylet előkészítésében. Siremün, az ögödejidák trónjelöltje is a kivégzettek között volt.
Batu – a történetírók szerint – feldühödött néhány családtag beavatkozásán, akiket azzal vádolt, hogy megakadályozták, hogy a vezető csagatájidák és ögödejidák ne vegyenek részt Möngke kurultáján. Később egy gyűlés alkalmával Möngke testvére, Kubiláj felidézte, hogy Möngke kán uralkodása alatt az akkori családtagok egy része Möngke rezsimjének megdöntésére törekedett, ezért az új nagykán igyekezett korlátozni a birodalom kormányzására gyakorolt befolyásukat. Nem sokkal Möngke 1251-es kánválasztása után tartott törzsi gyűlés súlyos megtorlást zúdított Möngke politikai ellenfeleire. Willem van Rubroeck ferences misszionárius arról számolt be, hogy az ögödejid-szimpatizánsok elleni tolujid tisztogatásnak mintegy 300 mongol nemes esett áldozatul.
A tolujid puccs és az azt követő reformok arra kényszerítették Möngkét, hogy újraértelmezze a Mongol Birodalom hatalmi természetét. Elődeivel ellentétben Möngke nem hivatkozhatott arra, hogy egy valódi kurultáj támogatta a trónra lépését, ráadásul az ögödejida arisztokrácia ellen általa végrehajtott tisztogatások megszüntették annak lehetőségét is, hogy Möngke folytassa az elődei által gyakorolt konzultatív-tanácskozó jellegű kormányzati stílust. Uralmát az ögödejidákétól eltérő politikai szimbolizmusra hivatkozva igyekezett legitimálni: hatalma abból az állításból eredt, hogy egyedülálló erényekkel rendelkezik, amelyek riválisai fölé emelték. Ezek az erények – érveltek a toluidok – lehetővé teszik Möngke számára, hogy a mongol birodalmat visszaállítsa a Dzsingisz kán idején fennálló korábbi nagyság állapotába. Möngke egyedülálló erényekre való igénye aláhúzta a tolujidák politikáját, amely egy autokratikus monarchia megteremtésére irányult, miközben csökkentette az arisztokrácia szerepét a birodalom kormányzásában.
A jelenlegi kutatások intelligensnek és szorgalmas uralkodónak láttatják, aki konzervatív kormányzati módszerekkel, tradicionális eszközökkel irányított, és aki az általa kialakított szokások és törvények keretein belül igyekezett működni.
Möngke 1252-ben visszamenőleges hatállyal apjának adományozta az Ikh kagán címet. Még abban az évben elvesztette édesanyját, Szorkuktani Bekit. Gondoskodott arról, hogy a birodalom egysége megmaradjon, ezért a birodalom nyugati része feletti uralmat megosztotta Batuval.
Möngke legambiciózusabb kísérlete a birodalom bevételei és népei feletti patrimoniális ellenőrzés megteremtése volt. Ennek céljából fiatalabb testvéreinek a kínai és iráni népek feletti ellenőrzést biztosította. Töregene (Ögödej özvegye) rövid uralkodása bebizonyította, hogy Horászán és Észak-Kína városai által termelt jövedelmek feletti ellenőrzés a hatalom igazi forrása lehet.
Különleges törvényszékeket hozott létre az egész birodalomban, hogy azok kiszűrjék a hadsereg és a közigazgatási apparátus hűtlen elemeit. Minden olyan kormánytisztviselőt, aki Ögödej és fia, Güjük alatt szolgált, gondosan átvilágítottak, sokakat kivégeztek. Ugyanez a sors jutott több helyi uralkodónak is, akik Ögödej védnöksége alatt jutottak hivatalhoz. A brutális, de hatékony tisztogatás után Möngke most már a birodalom ügyei felé fordíthatta figyelmét. Fellépése idején a mongol birodalom határai közé tartozott az egész eurázsiai sztyeppe és a szomszédos területek nagy része. A kagán és szűk családja közvetlen uralmat gyakorolt Észak-Korea, Kelet-Szibéria, Mandzsúria, Mongólia, Észak-Kína, Ujgurisztán, Kurszán és a Transzkaukázus felett. Nyugat-Turkesztán és Kelet-Turkesztán egyes részei névlegesen a csagatájidák fennhatósága alá tartoztak, akiknek uralkodója, Mubarak sah (még kiskorú), és anyja, Orjana, aki régensként uralkodott. Mindketten a tolujidák engedelmes alattvalói voltak.
Möngke legközelebbi szövetségesei, a Dzsocsi-ház, Nyugat-Szibéria, a Rusz fejedelemségek, Hvárezm és az Észak-Kaukázus felett gyakoroltak hatalmat. A dzsocsidák (később Aranyhorda néven ismert) területeinek igazgatása a gyakorlatban közös vállalkozás volt, amelyben a nagykán  és Batu nagyjából egyenlő feltételek mellett működtek együtt.

## Közigazgatási reformjai

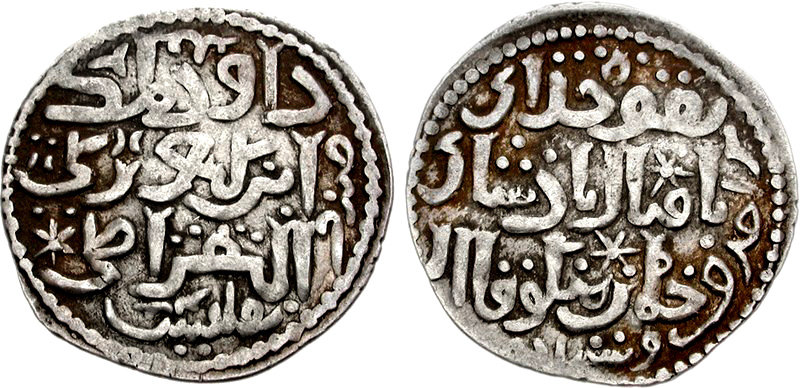
Möngke uralkodása alatt előállított pénz. VII. Dávid grúz király alatt verték Tbilisziben 1253/4 körül. Az egyik oldalán három sorban Möngke nagykánt idéző legenda; felette „az ég hatalmával” formula, alatta dátum, a másik oldalon három sorban Dávid neve és címe; alatta a pénzverde aláírása.

Az új terjeszkedési politikával egyidejűleg Möngke bevezetett számos fontos közigazgatási reformot, ami a birodalom közigazgatásának és pénzügyeinek rendezését jelentette, bár ezek közül sok valójában Ögödej uralkodására vezethető vissza.
1252 és 1259 között ő szervezte meg a Mongol Birodalom lakosságának  és vagyonának összeírását, amely magában foglalta Észak-Kínát, a mai Oroszország nagy részét, Közép-Ázsiát, a mai Afganisztánt, Iránt, Örményországot és Grúziát. Bevezette az adók megállapításának és beszedésének egységes rendszerét; korlátozta a fejedelmek jogát, hogy hadbahívják  vagy megadóztassák alattvalóikat; a postai váltóállomások (dzsam, dzsamud) használatát a hivatalos utazókra korlátozta; visszavonta a Dzsingisz kán halála óta kiadott összes pecsétet és hatósági jelvényt; ellenőrzés alá vonta a muszlim és az ujgur kereskedőtársaságokat (ortakok). Ezzel biztosította, hogy egy virágzó, letelepedett közösség egy igazságosabb adórendszer révén hosszú távú és állandóbb bevételt tudjon biztosítani az államnak. Új tartományokat vont be a közigazgatásba, mint például a ruszoktól meghódítottakat, és központosította a kormányzást.
Az adórendszer jobb szabályozása érdekében 1253-tól a hagyományos adófajták mellett (termények) ezüstben, ezüstpénzben és selyemben is megengedte az adófizetést.
Ezen reformok mellett saját rendeleteit papírra vetette, és azokat rendszeresen felülvizsgálta. Megszüntette a bordzsigin és nem bordzsigin nemesek pazarló költekezését, a fejedelmek korlátlan ajándékozását rendszeres fizetésre váltotta, megadóztatta a kereskedőket. Azokat a parancsnokokat és fejedelmeket – köztük a fiát – megbüntette, akik engedély nélkül hagyták csapataiknak a civilek kifosztását.
Arra is törekedett, hogy bevezessen egy rögzített adót, amelyet a szegényebb körzetekben szolgáló egységek számára használtak volna fel. Néhány kezdeményezése azonban ellenállásba ütközött, elsősorban a nyugati körzetekben, ami zavargásokhoz vezetett. Közben a papírpénz-kibocsátás ellenőrzésére törekedve Möngke 1253-ban létrehozta a pénzügyek központi hivatalát.
Hülegü Iránban tartózkodó és Kubiláj Észak-Kínában regnáló testvéreinek adófelügyeleti jogkört adott. Időközben elterjedt, hogy Kubiláj független uluszt (kerületet) alapított, és erre felhasználta az adóbevételek egy részét, ezért Möngke 1257-ben adóellenőröket küldött Kubiláj hivatalnokainak ellenőrzésére. Ezek hivatalát megszüntették miután hibákat találtak, többek között 142 szabályszegést. Míg a megvádolt kínai tisztviselők közül néhányat kivégeztek, Kubilájnak később Möngke kegyelmet adott.

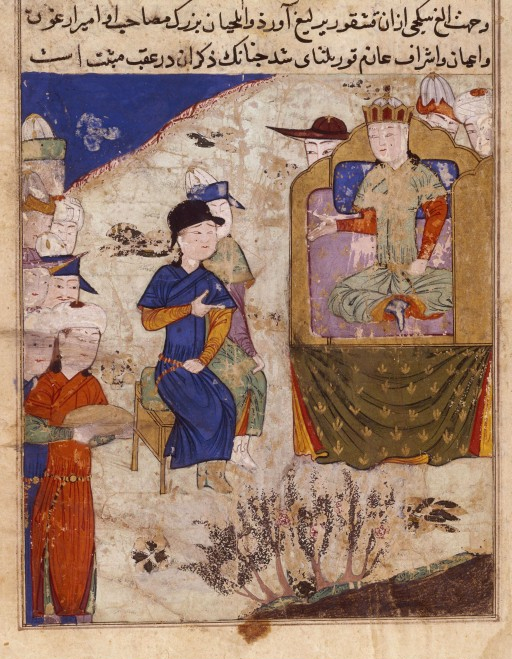
Kihallgatáson Möngke udvarában

A gazdasági és intézményi reformok elindításával Möngkének egyetlen fő célja volt: további hódításai érdekében maximalizálni a birodalom emberi és anyagi erőforrásait.

## Vallási tolerancia és külföldi kapcsolatok

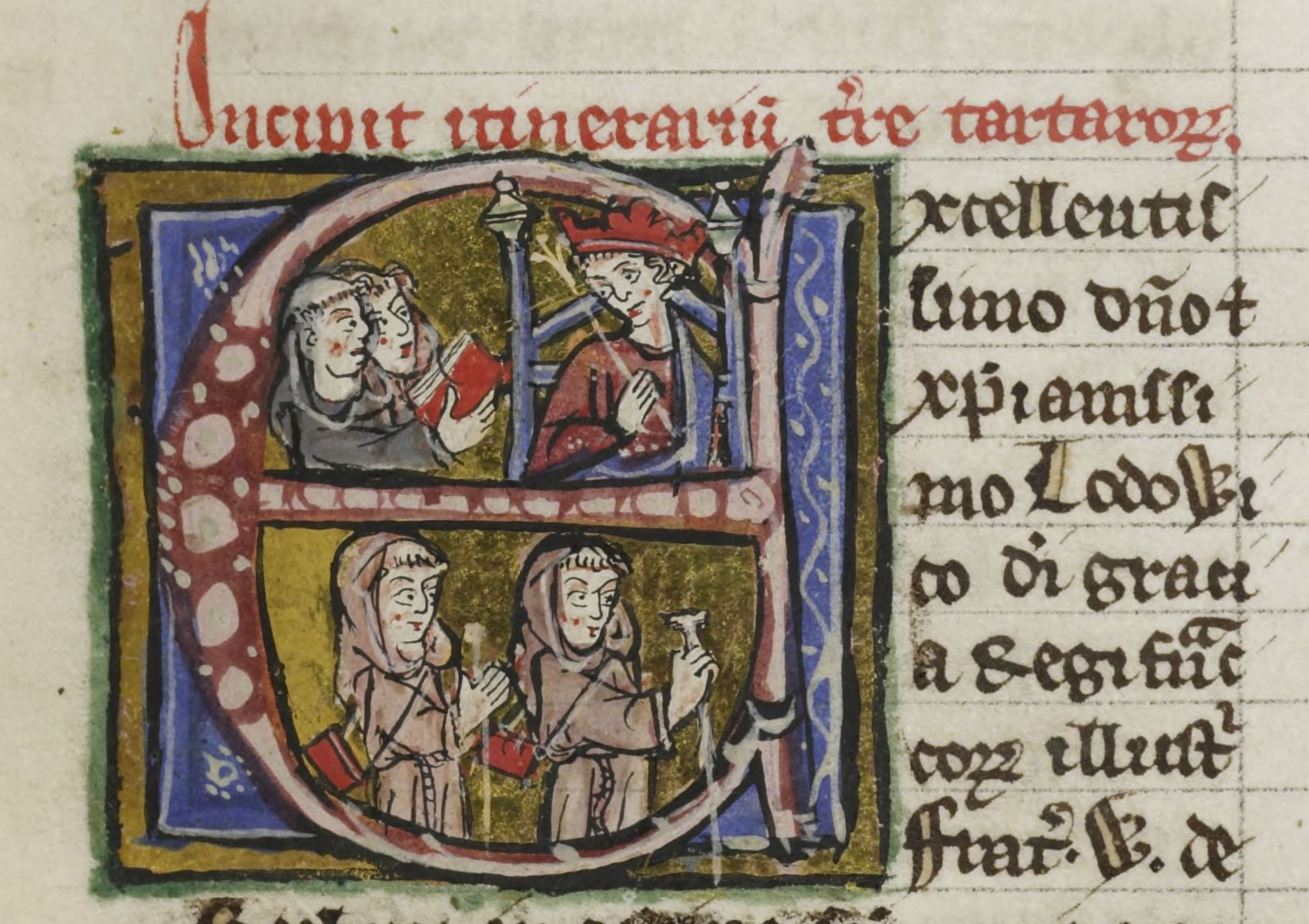
Willem van Rubroeck szerzetes Itinerariumának egy 14. század eleji kéziratos példányából származó illuminált iniciálé. A felső rész Rubrukot és útitársát ábrázolja IX. francia Lajossal. A szerzetesek vagy megbízást vesznek át a francia királytól (Jackson & Morgan 1990, Frontispice), vagy pedig a jelentésüket mutatják be (Beazley 1903, xviii. o.). Az alsó rész a két szerzetest ábrázolja útjuk során.

A mongolok – egy későbbi rövid, a mai Magyarországot is elérő hadjárattól eltekintve – nem tudták kiterjeszteni uralmukat az orosz területeken túlra, nyugat felé. Az 1242-es támadás tudatosította az európai hatalmakban az őket fenyegető veszélyt. A mongolok váratlan és a sokak számára megmagyarázhatatlan visszavonulását követő években a nyugati hatalmak intézkedéseket fontolgattak annak érdekében, hogy felkészüljenek a jövőbeli támadásokra, és ha lehet, tárgyalások útján elhárítsák azokat.
Ilyen intézkedésként IV. Ince pápa kísérletet tett arra, hogy megegyezésre jusson a mongolokkal. Nem sokkal az általa összehívott egyetemes zsinat előtt, 1245-ben több küldöttséget is a kán udvarba küldött Lyonból. A missziók közül kettő is igen jelentős, mert kitűnik az ezekre adott mongol válaszokból a Mongol Birodalom lekezelő, dölyfös hozzáállása a nyugati hatalmakkal folytatott diplomáciai kérdésekhez. Az egyik, ferences szerzetesekből álló misszió volt Dél-Eussziába, Giovanni da Pian del Carpine szerzetes vezetésével; a másik, domonkos szerzetesekből álló missziót Ascelin lombard szerzetes vezette Északkelet-Perzsia katonai parancsnokához. Giovanni da Pian del Carpine missziója 1245 áprilisában indult, és egy évvel később érkezett meg a Volga partján fekvő Batu táborába. Batu utasította őket, hogy menjenek Karakorumba, a nagykáni udvarba, mert a misszió által vitt levelek túl fontosnak tűntek ahhoz, hogy Batu saját maga döntsön a tartalmukról. A misszió 1246. július 22-től november 13-ig tartózkodott Möngke udvarában.
Möngke előnyben részesítette az iszlám vallást, és Hülegüvel együtt engedélyezte a tizenkettes síitáknak Nadzsafban az  önigazgatású, adómentes egyházi községet. Elődeit követve mentesítette a kolostorokat, mecseteket, templomokat, szerzeteseket, papokat és orvosokat az adófizetés alól. Engedélyezte a különböző vallásokról szóló vitákat és megbeszéléseket, de gondoskodott arról, hogy ez ne jelentsen veszélyt egyik vallásra vagy saját hatalmára nézve sem.
Több külföldi képviselőt is fogadott, köztük a flamand ferences misszionáriust és Willem van Rubroeck hittérítőt és felfedezőt – akit azért küldtek a Mongol Birodalomba, hogy szövetséget keressen a muszlimok ellen –, valamint többek között a Latin Birodalom képviselőit.
Rubruk „Itinerarium fratris Willielmi de Rubruquis de ordine fratrum Minorum, Galli, Anno gratiae 1253 ad partes Orientales” című utinaplója részletesen beszámol Möngke uralkodásáról. Rubruk megfigyelte a németek, oroszok, magyarok, valamint egy párizsi aranyműves, Guillaume Boucher jelenlétét Karakorumban, Möngke fővárosában 1252-53-ban.
A források megemlítik, hogy Möngke perzsa, kínai és európai építészeti alkotásokkal díszítette fővárosát Karakorumot. Mecseteket, templomokat, buddhista kolostorokat és egyéb vallási negyedeket építtetett külföldi kereskedők számára.

## Hadjáratai
Trónra lépése után Möngke két irányba küldött jelentős katonai erőket: elsőként testvérét, az Észak-Kína feletti uralkodói hatalommal felruházott Kubilájt Dél-Kínába küldte a Szung Birodalom leigázására. Kubiláj utasítást kapott, hogy indítson hadjáratot Délnyugat-Kínában, hogy hadműveleti bázist hozzon létre Szecsuánban és Jünnanban, ahonnan további támadásokat lehetett indítani a Szung-dinasztia és Délkelet-Ázsia ellen. E nagyszabású kínai és közel-keleti hadműveletekkel (mindkettő 1252-ben kezdődött) párhuzamosan kisebb, de semmiképpen sem jelentéktelen hadjáratokat szerveztek Korea és Kasmír ellen. A második irány a  Hülegü vezette délnyugati hadjárat. Hülegü – miközben Horászán és a Transzkaukázus felett átvette az uralmat –, kiterjesztette hódításait Irakra és Szíriára, ezzel elfoglalta a perzsa iszmáiliták és az Abbászida kalifátus területeit. A perzsa történetíró, Dzsuvaini szerint mindegyik expedíciónak a birodalomban rendelkezésre álló tíz katonából kettő jutott. Bár a birodalom már így is hatalmas volt, Möngke mindenáron meg akarta valósítani Dzsingisz kán megbízatását, hogy a „világ minden országát” meghódítsa. Mindkét hadjárat még folyamatban volt, amikor Möngke Kínában,  1259 augusztusában meghalt.

### A Szung-dinasztia ellen
Kubiláj, Möngke utasításától függetlenül is önálló ambíciókat dédelgetett, de egyelőre kivárta az időt, és kihasználta az alkalmat, hogy Észak-Kínában helyi támogatói hálózatot és tehetséges tanácsadókból álló csapatot hozzon létre, amit a tehetséges Liu Bingzhong (1216–1274) vezetett. 1253-tól Möngke személyesen kampányolt Kubiláj oldalán annak még mindig a Szong-dinasztia (960–1279) által ellenőrzött Dél-Kína elleni támadásaiban. Augusztusban Kubiláj és serege elérte Lintaót (ma Kanszu tartomány), októberben átkelt a Dadu folyón (ma Szecsuán tartomány). Miután a mongol sereg ezer kilométert menetelt tibeti hegyi utakon, elérte a Jinsa folyót. Kubiláj 1254 januárjában megtámadta Dali városát (ma Jünnan tartományban), a Dali Királyság fővárosát, és kevesebb mint egy hónap alatt elfoglalta. A Dali államot ezzel meghódították, a király, Duan Xing Zhi, fogságba esett. Kubiláj Liu Shi Zhongot nevezte ki kormányzónak, Liu Shi Zhong Duan Xing Zhivel (Dali állam korábbi királyával) együtt kormányozta Dali területeit. Ezután Kubiláj megparancsolta, hogy a sereg főereje vonuljon vissza a Mongol Birodalom központi területére.
1259-ben Möngke megbízott néhány tábornokot, hogy megvédjék Karakorumot, a mongol fővárost egy esetleges támadás ellen, és személyesen állt a sereg élére, hogy hadjáratot indítson a déli Szung-dinasztia ellen. Úgy döntött, hogy Szu (ma Szecsuán tartomány) nyugati részén keresztül hatol be Szung területre. Februárban átvezette a mongol sereget a Sárga-folyón, míg a folyó be volt fagyva, majd áprilisban elérte a Liu Pan Shan hegyet. Októberben elérte Lizhout (ma Guangyuan, Szecsuán tartomány északi részén). Ezután a kán átvezényelte a mongol sereget a Dzsialing folyón (ma Szecsuán tartományban), majd elérte Jianment.
A megszerzett területekről a mongolok most már lecsaphattak a Szungok uralta Kína gyengén védett alsó területeire. A nagyszabású, kitűnő stratégiai tervvel indított hadjárat azonban mégis megakadt. 1259-ben Möngke megparancsolta csapatainak, hogy támadják meg a Diaoju erődöt (ma Csungking). A Szung-sereg bátran harcolt, és többször is visszaverte a mongol csapatok támadásait. Márciusban hatalmas vihar tört ki, amely több mint tizennégy napig tartott. A mongolok a város falainál rekedtek, majd júniusban Möngke kán megbetegedett. 1259 augusztusában, ötvenkét éves korában halt meg, valószínűleg betegségben. A mongol birodalom hivatalnokainak és tábornokainak vissza kellett vonulniuk északra a kán holttestével. Röviddel ezután Kubiláj az egész hadjáratról lemondott, és északra sietett, hogy Möngke utódjaként biztosítsa saját pozícióját. Jóval több mint egy évtized telt el, mire a mongolok ismét új erőfeszítéseket tettek dél ellen. Ekkor már Kubiláj kánsága, és nem az egységes mongol birodalom vezette az előrenyomulást. Időközben – mivel a legtöbb mongol hódítás Kína nyugati és délnyugati területein mongol kézben maradt – Kubiláj serege beszoríthatta Szung védelmezőit, és meghódította a térséget.

Hülegü kán lakomát rendez és kegyeket osztogat az emíreknek és fejedelmeknek. Az oldalon található szöveg arról szól, hogyan hódították meg a mongolok Szíriát, és hogyan győzték le a nagyhatalmú iszmáilitákat. Pirossal Hülegü kán és testvére, Möngke kán neve szerepel. Szintén piros színnel szerepelnek az „elsőtől” a „hetedikig” szavak, amelyek után az összes korábbi iszmáilita nagyúr neve szerepel elsőtől az utolsóig. A vörössel írt hosszú cím kezdi a következő szakasz témáját, amely a mai Törökország területén fekvő Anatólia mongol megszállásának előkészületeiről szól.

### Kelet-Ázsia, Thaiföld, Vietnam
Möngke hódításai főként Kelet-Ázsiára és a Közel-Keletre összpontosultak. 1252-ben behódoltatta Koreát és a Dali Királyságot. Hódításai közé tartozik Gojong király kapitulációja, akinek uralkodása alatt elhúzódó konfliktus alakult ki a mongolokkal. A konfliktus 1259-ben békeszerződéssel ért véget. Möngke testvére, Kubiláj időközben a csapatait vezetve elfoglalta a thaiföldi Nan-csáo királyságot, szétzúzva a kínaiakat délen. A Dali Királyság leigázása után közvetlenül Kubiláj Urijanghadáj (Szübötej fia) vezetésével délről próbálta megközelíteni a Szong-dinasztia államait, de Urijanghadáj követeit, akik áthaladást kértek vietnami területeken, a vietnamiak bebörtönözték, majd kivégezték. 1257-ben Urijanghadáj, fiával, Adzsuval egy 13 000 főt számláló sereggel megszállta Vietnamot (akkoriban Đại Việt). Szétverték a vietnami hadakat és kifosztották a fővárost, Thăng Longot (ma Hanoi). Urijanghadáj kivégeztette a lakosságot, bosszúból a követek meggyilkolásáért. Mivel az ismeretlen éghajlat miatt Urijanghadáj katonái megbetegedtek – valószínűleg maláriában – a vietnámiak kihasználva a helyzetet ellentámadást indítottak, és megnyerték a Dong Bo Dau-i csatát. A vietnámi király (Trần) a további háború elkerülése érdekében elfogadta a mongol fennhatóságot, Urijanghadáj pedig visszavonult. A Trần-dinasztia tehát vazallusi feltételekkel adót fizetett a Möngkének ezzel Möngke a mai Vietnám nagy részét is hűbéresévé tette.

### India, Delhi Szultanátus
Bár India megmenekült a nagy mongol támadásoktól, amelyek a 13.  században Kínában, Közép-Ázsiában, Iránban és Oroszországban zajlottak, számos betörés történt indiai területre a mongolok részéről, elsősorban az északnyugati határvidéken, Pandzsábban, de Kasmírban is. Ezek 1221 – amikor Dzsingisz kán először jelent meg az Indus folyó mentén a hvárezmi sah üldözésekor – és  1398-közé tehetők (amikor Timur kifosztotta Delhit). A támadások főleg a Delhi Szultanátust érintették. A legtöbb mongol betörés jelentéktelen, rosszul időzített volt, és másodrangú parancsnokok vezették. A konfliktusokat a határon főleg diplomáciai eszközökkel oldották meg. A birodalmi berendezkedést valószínűleg az is gátolta, hogy éghajlati és földrajzi szempontból India alkalmatlan volt a mongol stílusú nomád életformára, ezért a mongolok megjelenését főleg rablás és fosztogatás jellemezte. A delhi szultán, Iltutmis 1236-ban bekövetkezett halála után fia, Dzsalal ad-Din egy Möngke által támogatott expedíciós hadsereg segítségével megpróbálta megszerezni a delhi trónt, de sikertelenül, és Dzsalal ad-Din csupán egy határmenti fejedelemséget kapott a mongoloktól. Ebben az időben kezdtek mongol uralkodók politikai befolyást szerezni a Pandzsábban és Szindhben. Néhány helyi ind uralkodó megtagadta a Delhi Szultanátushoz fűződő hűségét Ögödej javára, így többek között Lahor, Dzsulundar, Múltán mongol vazallusállamokká váltak, és a Szatledzs folyó, az Indus mellékfolyója lett a határ a Delhi Szultanátus és a Mongol Birodalom között. Ez a helyzet egészen a Möngke 1259-es halálát követő örökösödési harcig fennállt.

### Közel-Kelet
Möngke seregei 1256-ban Hülegü vezetésével támadást indítottak az iráni iszmáiliták ellen. Miután 1256 végén leverte az utolsó iráni ellenállást, csapatai Irak felé vették az irányt. Hülegü irtózatos pusztítással nyomult Bagdad felé, útközben a szeldzsukok régi belső ellenségeit, az alamuti sziklavárakban tanyázó iszmáilita aszaszinokat pár nap alatt elpusztítva, 1257-ben jutott Bagdad alá, és behódolásra szólította fel al-Musztaszim (1242–1258) kalifát. A kalifa ellenállását egy hónap után megtörték, és 1258 januárjában a várost porig rombolták. Mintegy nyolcszázezren lelték itt halálukat, elsősorban a muszlim lakosság. Bagdad ostroma után az utolsó Abbászida kalifa meggyilkolása is Hülegü nevéhez köthető. A mongol erők ezután, 1259-ben Szíriába vonultak, és elfoglalták Damaszkuszt és Aleppót, mielőtt elérték volna a Földközi-tenger partjait. Hülegü, Möngke iránti tiszteletből felvette az ilhán („vazallus kán”) címet. 1256-ban megalapította saját uralkodóházát, az Ilhánokat (1256-1265).
Valószínűleg Möngke uralkodása alatt vetették ki először a mongol fennhatóság alatt álló iszlám földekre a kübcürt, azaz az új közösségi adó egy fajtáját.

## Halála és Kubiláj kán
Amikor a központi mongol csapatok megindultak a tulajdonképpeni Kína felé, 1257-ben Möngke maga vette át a seregek irányítását. 1259. augusztus 11-én vagy vérhasban, vagy kolerában, esetleg tífuszban halt meg, miközben a kínai háborút vezette a csungkingi Diaoju erődben. Földi maradványait a Hentij tartománybeli Burhan Haldunban temették el Dzsingisz és Toluj sírjjának közelében.
Möngke váratlan halála nemcsak a Szung-hadjáratnak vetett véget, hanem a mongol hadvezérek között is utódlási belharcot eredményezett. A Mongol Birodalom mostantól lényegében négy, egymástól meglehetősen elkülönülő részből állt: az Aranyhordából, az Ilhanátusból, a közép-ázsiai Csagatáj kánságból, valamint Mongólia és Észak-Kína területeiből. Hülegü visszautasította, hogy jelöltesse magát a következő nagykánnak, azonban 1260-tól 1264-ig polgárháború tört ki a két fő megmaradt jelölt, Kubiláj és öccse, Arig böke (1219–1266) támogatói között. Arig bökét még Möngke nevezte ki régensének Karakorumban, miközben a Szung elleni hadjáratban vett részt.  Mindkét jelölt hívei segítségével  kikiáltotta magát új kagánnak, azonban Kubiláj rendelkezett Hülegü támogatásával és a nagyobb erőforrásokkal, így megnyerte a négyéves háborút, és 1264-től megtarthatta 1260-ban szerzett nagykán pozícióját. Kubiláj ezután a mongol birodalmat a valaha volt legnagyobb mértékben kiterjesztette, majd a Szung végleges legyőzésével  Kína császárává koronázták, megalapozva egy új dinasztia, a Jüan-dinasztia uralkodását.

## Távolabbi következmények
Egy ideig úgy tűnt, hogy az egész iszlám világ megadja magát a mongol fenyegetésnek, de a keleti mongol birodalmi végeken kitört belháború megakadályozta a mongoloknak az iszlámra végzetes térnyerését. Három éven belül a mongol birodalmat az uralkodó család tagjai között dúló két nagy összecsapás szétzilálta. Möngke halála 1259-ben Kubiláj, és Toluj negyedik fia, Arig böke küzdelmét indította el az utódlásért, amelyből az előbbi csak egy ötéves háború után került ki győztesen úgy, hogy maga a fegyveres konfliktus Mongóliából Közép-Ázsiába is átterjedt. Ezzel egy időben az új mongol hatalom Iránban (az Ilhanátus) összecsapott a Kaukázuson túli szomszédaival, az Aranyhordával, amelyet most Batu testvére, a muszlim hitre tért Berke (1261) irányított.
A birodalom e két legnyugatibb részlegének rivalizálása – kisebb nagyobb megszakításokkal – majdnem egy évszázadon át tartott. Hatása mélyreható volt a mongolok közel-keleti előrenyomulására nézve, amelyet az egyiptomi mamlúk uralkodók már 1260-ban két ütközetben: Ajn Dzsálútnál és Himsznál megállítottak. Miután Hülegü a serege nagy részével kelet felé vonult vissza – feltehetően azért, hogy figyelemmel kísérje a mongóliai utódlási vitát –, így a csatavesztés és az ezzel járó kudarcok a Szíriában és Palesztinában maradt, erősen megfogyatkozott mongol erőket sújtották. Tekintettel az Aranyhorda fenyegetésére, sem ő, sem az általa Iránban alapított dinasztia későbbi uralkodói (az Ilhánok) nem voltak képesek arra, hogy erőfeszítéseiket a mamlúkok megdöntésére összpontosítsák, akikkel Berke hamarosan szövetséget is kötött (1263).
Kubiláj birodalmában, Kínában és később Perzsiában pedig a mongol irányítás alatt álló hagyományos bürokratikus struktúra különböző mértékű visszaállítása történt meg.

## Családi és magánélet
Möngkének számos felesége és ágyasa volt. Közülük az Iheres klánból származó Kutuktáj volt az első felesége, akitől két fia, Baltu és Ürüng Tas, valamint egy lánya, Bajlun született. Möngke apjától legalább egy feleséget örökölt, akitől két lánya, Sirin és Bicsike született. Möngke legfiatalabb felesége Csubej volt. Legkedveltebb ágyasai a Badzsid klánból származó Bajavcsin és az Eldzsigin klánból származó Kujtáni voltak.